# Episyrphus noumeae
Episyrphus noumeae är en tvåvingeart som först beskrevs av Jacques-Marie-Frangile Bigot 1884.  Episyrphus noumeae ingår i släktet flyttblomflugor, och familjen blomflugor.
Artens utbredningsområde är Nya Kaledonien. Inga underarter finns listade i Catalogue of Life.